# Yahya Sinwar
Yahya Sinwar (Khan Younis, 29 oktober 1962 – Rafah, 16 oktober 2024), werd geboren in het vluchtelingenkamp van Khan Younis in de Gazastrook. Hij was een Palestijn en een prominente figuur binnen Hamas. Van 2017 tot zijn dood in 2024 was hij de facto leider van de organisatie en diep betrokken bij de militaire, terroristische en politieke activiteiten van de organisatie.

## Biografie
Sinwar speelde in de late jaren '80 een belangrijke rol bij het opzetten van het interne veiligheidsapparaat van Hamas al-Majd, en verwierf een reputatie vanwege zijn brute optreden tegen vermeende collaborateurs. Zijn bijnaam werd daardoor 'De Slager van Khan Yunis'. In 1988 werd hij gearresteerd en tot vier keer levenslang veroordeeld wegens moord op vier Palestijnen die hij verdacht van collaboratie.
Sinwar bracht meer dan twee decennia door in Israëlische gevangenissen, leerde Hebreeuws en groeide tot een leider onder de Palestijnse gevangenen. Hij werd, samen met 1026 anderen (waarvan 280 levenslang), op 12 oktober 2011 vrijgelaten als onderdeel van een gevangenenruil met Gilad Shalit. Na zijn vrijlating klom Sinwar op binnen Hamas en werd uiteindelijk hoofd van het politieke bureau van de organisatie in Gaza. Hij stond bekend om zijn radicale agenda, het versterken van de militaire capaciteiten van Hamas en het versterken van de banden met Iran en Hezbollah.
Op 7 oktober 2023 leidde Sinwar een grote aanval op Israël waarbij in een orgie van geweld ongeveer 1.200 Israëli's vermoord werden en 251 gijzelaars gekidnapt. Deze aanval leidde tot een grootschalige aanval op Hamas door het Israëlische leger. De steden in de Gazastrook werden daarbij grotendeels verwoest en meer dan 50.000 Palestijnen, vooral burgers, kwamen om het leven. Het is een van de meest ingrijpende conflicten in het Midden-Oosten sinds de Jom Kipoer-oorlog van 1973.
Sinwar werd gedood op 16 oktober 2024 tijdens een Israëlische militaire operatie in Rafah, Gazastrook. Israëlische troepen kwamen hem tegen tijdens een routinematige patrouille, wat leidde tot een vuurgevecht waarin Sinwar dodelijk in het hoofd werd geraakt. Zijn identiteit werd bevestigd aan de hand van tandartsgegevens en DNA-tests. Hamas erkende zijn dood twee dagen later.
De dood van Sinwar werd internationaal op verschillende manieren ontvangen. De Israëlische premier Benjamin Netanyahu verklaarde dat de moord "de rekening vereffende", maar benadrukte dat de oorlog zou doorgaan totdat alle gijzelaars waren teruggebracht. De Amerikaanse president Joe Biden vergeleek de dood van Sinwar met die van Osama bin Laden, en zei dat het "een goede dag was voor Israël, de Verenigde Staten en de wereld".
Na zijn dood blijft het nalatenschap van Sinwar de dynamiek van het Israëlisch-Palestijns conflict beïnvloeden, met lopende discussies over de toekomst van Hamas en de bredere implicaties voor vrede in de regio.